# سكاي هاي
سكاي هاي (بالإنجليزية: Sky High)‏ هو فيلم أبطال خارقون 2005 من إنتاج أفلام والت ديزني. الفيلم من إخراج مايك ميتشل ومن كتابة بول هرنانديز، وروبرت شولي، ومارك مكوركلي.

## القصة
يدور الفيلم في عالم أصبح فيه الأبطال الخارقون ظاهرة طبيعية، ويحكي الفيلم قصة حياة ويل سترونغهولد (مايكل أنغارانو) المراهق الذي دخل المدرسة الثانوية « سكاي هاي » والمليئة بالطلبة من ذوي القدرات الخارقة، ماعدا هو، فيسخر منه الجميع، وإلا أنه يكتشف فيما بعد أنه ابن لإثنين من أعظم الخارقين على وجه الأرض، والديه : كوماندر (كرت راسل) وجيتستريم (كيلي بريستون)، والمشهورين يمكافحة الجريمة، وذات يوم شعر ويل بأن ناقوس الخطر بدأ يدق، فتحتم عليه أن يستعين بوالديه وأصدقائه ليواجهوا هذا الخطر، الذي فيما بعد يحول والديه ومجموعة من الناس إلى أطفال.

## وصلات خارجية
- الموقع الرسمي
- سكاي هاي على موقع IMDb (الإنجليزية)
- سكاي هاي على موقع ميتاكريتيك (الإنجليزية)
- سكاي هاي على موقع روتن توميتوز (الإنجليزية)
- سكاي هاي على موقع نتفليكس (الإنجليزية)
- سكاي هاي على موقع قاعدة بيانات الأفلام العربية
- سكاي هاي على موقع ألو سيني (الفرنسية)
- سكاي هاي على موقع Turner Classic Movies (الإنجليزية)
- سكاي هاي على موقع أول موفي (الإنجليزية)
- سكاي هاي على موقع بوكس أوفيس موجو (الإنجليزية)
- سكاي هاي على موقع فيلمافينيتي (الإسبانية)